# La Charce
La Charce (okzitanisch: gleichlautend) ist ein Ort und eine Gemeinde mit 24 Einwohnern (Stand 1. Januar 2022) im Osten des Départements Drôme in der südfranzösischen Region Auvergne-Rhône-Alpes. Seit 2015 gehört der Ort zum „Parc naturel régional des Baronnies Provençales“.

## Lage
Der Ort La Charce liegt am Flüsschen Oule in einer Höhe von ca. 620 m ü. d. M. ca. 44 km (Fahrtstrecke) nordwestlich der Kleinstadt Nyons.

## Bevölkerungsentwicklung
| Jahr                       | 1800 | 1851 | 1901 | 1954 | 1999 | 2016 |
| -------------------------- | ---- | ---- | ---- | ---- | ---- | ---- |
| Einwohner                  | 209  | 240  | 123  | 80   | 48   | 35   |
| Quellen: Cassini und INSEE |      |      |      |      |      |      |

Der kontinuierliche Bevölkerungsrückgang ist im Wesentlichen auf die abgelegene Lage des Ortes und den Verlust an Arbeitsplätzen infolge der Mechanisierung der Landwirtschaft zurückzuführen.

## Wirtschaft

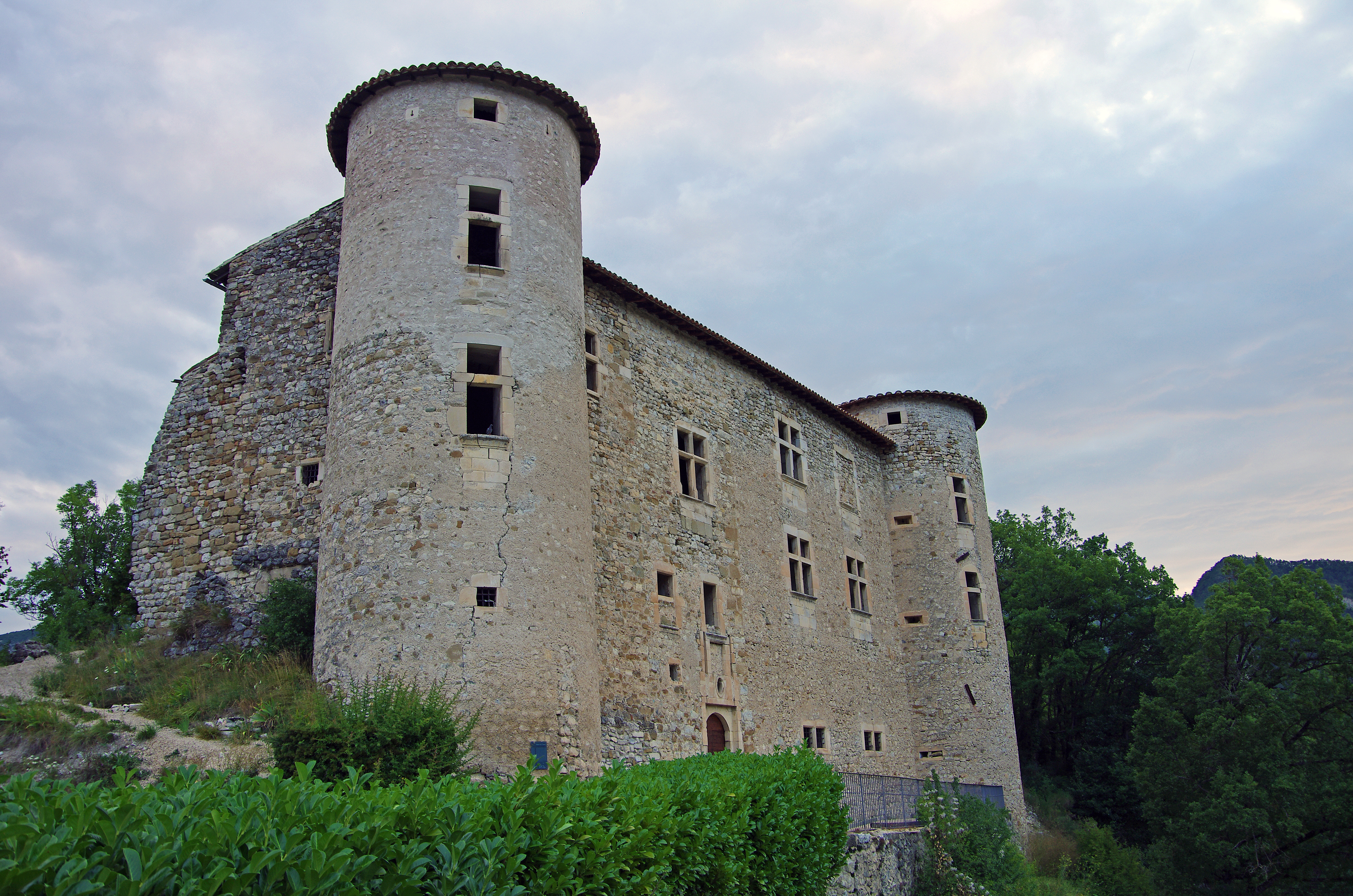
Château de La Charce

Die Einwohner des Ortes lebten jahrhundertelang als Selbstversorger von der Landwirtschaft (Feldbau und Viehzucht). Auch Wein wurde angebaut; der Ort besitzt auch heute noch das Recht zur Vermarktung seiner Weintrauben über die Appellationen Comtés Rhodaniens, Coteaux des Baronnies, Mediterranée und Drôme;, doch wird wegen der Höhenlage kaum noch Wein angebaut. Stattdessen finden sich in kleinerem Umfang Oliven-, Aprikosen-, Kirsch- und Apfelbäume; außerdem gibt es zahlreiche Lavendelfelder. Seit den letzten Jahrzehnten des 20. Jahrhunderts spielt der Tourismus in Form der Vermietung von Ferienwohnungen (gîtes) eine wichtige Rolle im Wirtschaftsleben des Ortes.

## Geschichte
Obwohl im circa sieben Kilometer nordwestlich gelegenen Nachbarort La Motte-Chalancon neolithische und gallorömische Funde gemacht wurden, blieb La Charce aufgrund seiner abgelegenen Lage von den historischen Ereignissen der Region weitgehend unberührt.
Der Ort und seine Kirche gehörten im Mittelalter zum Priorat von Saint-May. Im 16. Jahrhundert konnte der Protestantismus im Ort und in der Region Fuß fassen.

## Sehenswürdigkeiten
- Das Château de La Charce ist ein auf älteren Fundamenten stehender Renaissancebau aus dem 15./16. Jahrhundert. Zwei Eckrundtürme und der dazwischen befindliche Wohntrakt (corps de logis) mit zahlreichen steinernen Kreuzstockfenstern überstanden die Zeiten, befinden sich aber in schlechtem Zustand. Das Schloss ist seit dem Jahr 1926 als Monument historique anerkannt.[2]
- Die ehemalige katholische Pfarrkirche Notre-Dame wurde in der Zeit der Hugenottenkriege (1562–1598) zeitweise in ein protestantisches Gotteshaus (temple) umgewandelt, von dem jedoch nichts mehr erhalten ist.

## Persönlichkeiten
- Philis de La Charce (1645–1703) – Volksheldin der Dauphiné während des Pfälzischen Erbfolgekrieges („Jeanne d’Arc der Dauphiné“)